# Ненад Грачан
Ненад Грачан (Ријека, 23. јануар 1962) бивши је југословенски и хрватски фудбалер, након завршетка играчке каријере постао је фудбалски тренер.

## Каријера
Почео је у млађим категоријама ријечког Оријента. Наступао је током каријере за познате фудбалске клубове: Ријеку (1980–86), сплитски Хајдук (1986–89) и шпански Овиједо (1989–93). За Ријеку је одиграо 292 утакмице и постигао 58 голова. Након преласка у Хајдук, већ на првој утакмици против Ријеке сломио је ногу и због тога је паузирао две сезоне. Године 1986. проглашен је играчем године.
Дрес младе и олимпијске селекције облачио је на преко 40 утакмица. За најбољу југословенску репрезентацију наступио је 10 пута и постигао 2 поготка; први пут 1984. у Суботици против  Мађарске (2:1), а последњи пут 1986. у Бриселу против Белгије. Наступио је на Летњим олимпијским играма у Лос Анђелесу 1984. и има освојену бронзану медаљу.
С тренерским послом је започео у Ријеци, 1997. преузео први тим с којим је 1999. до последњег кола био кандидат за шампиона. Водио је и сплитски Хајдук (2001), словеначки Копер, Осијек, Камен Инград (Велика) и загребачки Динамо (2004), Истру 1961, словеначку Нафта Лендаву и Кроација Сесвете. У децембру 2009. поново је на клупи НК Ријека.
Упркос краткотрајном боравку на клупи Хајдука и Динама, Грачан је једини хрватски тренер који је водио Хајдук, Динамо, Ријеку и Осијек.

## Успеси
- Хајдук Сплит
  - Куп Југославије: 1987.
- Југославија
  - Летње олимпијске игре 1984:  бронзана медаља.